# تسوتان گنکوف
تسوتان گنکوف (بلغاری: Цветан Валентинов Генков؛ زادهٔ ۸ فوریهٔ ۱۹۸۴) بازیکن فوتبال اهل بلغارستان است.
از باشگاه‌هایی که در آن بازی کرده است می‌توان به باشگاه فوتبال دنیزلی اسپور، باشگاه فوتبال ویسوا کراکوف، باشگاه فوتبال لفسکی صوفیه، باشگاه فوتبال لوکوموتیو صوفیه، و باشگاه فوتبال دینامو مسکو اشاره کرد.
وی همچنین در تیم‌های ملی فوتبال زیر ۲۱ سال بلغارستان و بلغارستان بازی کرده است.